# Parlamentswahl in Italien 1895
- PSI: 15
- Estrema
Sinistra: 47
- Sinistra: 334
- Sonst.: 8
- PLC: 104

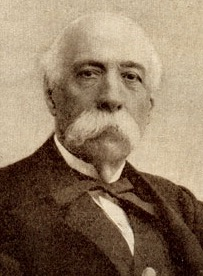
Francesco Crispi

Die Parlamentswahl in Italien 1895 fand am 26. Mai und am 2. Juni 1895 statt.
Die Legislaturperiode des gewählten Parlaments dauerte vom 10. Juni 1895 bis zum 3. März 1897.

## Ergebnisse
2.120.185 Personen (6,7 % der Bevölkerung) besaßen das Wahlrecht. Davon beteiligten sich 1.251.366 (59,0 %) an der Wahl.
| Partei                          | Anzahl der Stimmen | %      | Mandate |
| ------------------------------- | ------------------ | ------ | ------- |
| Historische Linke               | 713.812            | 58,6 % | 334     |
| Partito Liberale Costituzionale | 263.315            | 21,4 % | 104     |
| Partito della Democrazia        | 142.356            | 11,7 % | 47      |
| Partito Socialista Italiano     | 82.523             | 6,8 %  | 15      |
| Sonstige                        | 16.761             | 1,4 %  | 8       |
| Insgesamt                       | 1.256.244          | 100    | 508     |

Dies war die erste Wahl, bei der die PSI antrat. Bei dieser Wahl konnten die Republikaner etwa 7,5 % zulegen. Die regierende Historische Linke von Ministerpräsident Francesco Crispi behielt trotz leichter Verluste ihre absolute Mehrheit. Das vorherige Regierungskabinett blieb im Amt. Im Folgejahr verlor die italienische Armee die Schlacht von Adua, woraufhin das Kabinett von Francesco Crispi zurücktrat. Nachfolger wurde am 10. März 1896 Antonio Starabba di Rudinì von der Historischen Rechten, dessen zweite Regierung von der Rechten und der Linken gestützt wurde.